# سيمبسون هاريس مورغان
سيمبسون هاريس مورغان (بالإنجليزية: Simpson Harris Morgan)‏ هو محامي وسياسي أمريكي، ولد في 1821 في مقاطعة روثرفورد في الولايات المتحدة، وتوفي في 15 أغسطس 1864 بسبب ذات الرئة.